# Chloe Beck
Chloe Beck (ur. 30 sierpnia 2001) – amerykańska tenisistka, triumfatorka French Open w sezonie 2019 w konkurencji gry podwójnej dziewcząt w parze z Emmą Navarro.

## Kariera juniorska
W 2019 roku zwyciężyła w zawodach French Open w grze podwójnej dziewcząt. Partnerowała jej rodaczka Emma Navarro, z którą w finale pokonały Rosjanki Alinę Czarajewą oraz Anastasiję Tichonową.

## Kariera seniorska
Zwyciężyła w jednym turnieju deblowym rangi ITF. W rankingu singlowym WTA najwyżej notowana była 21 sierpnia 2023, na miejscu 526, natomiast w deblowym najwyżej była na 400. miejscu (8 kwietnia 2019).

## Wygrane turnieje rangi ITF
| turnieje z pulą nagród 100 000 $ |
| turnieje z pulą nagród 75 000 $  |
| turnieje z pulą nagród 50 000 $  |
| turnieje z pulą nagród 25 000 $  |
| turnieje z pulą nagród 15 000 $  |
| turnieje z pulą nagród 10 000 $  |

### Gra podwójna
|    | Data       | Turniej    | Kat. | ($)    | Naw.   | Partnerka    | Finalistki                                | Wynik    |
| 1. | 01/10/2017 | Charleston | ITF  | 15 000 | ziemna | Emma Navarro | Ksenia Kuznetsova Maria Martinez Martinez | 6:1, 6:4 |

## Finały juniorskich turniejów wielkoszlemowych

### Gra podwójna
| Końcowy wynik | Rok  | Turniej         | Nawierzchnia | Partnerka    | Przeciwniczki                        | Wynik finału |
| Finalistka    | 2019 | Australian Open | Twarda       | Emma Navarro | Natsumi Kawaguchi Adrienn Nagy       | 4:6, 4:6     |
| Zwyciężczyni  | 2019 | French Open     | Ceglana      | Emma Navarro | Alina Czarajewa Anastasija Tichonowa | 6:1, 6:2     |